# Летний дворец Кинских
Летний дворец Кинских (чеш. letohrádek Kinských, также Musaion) — вилла семьи Кинских в Праге, возведена как пригородная вилла в стиле позднего классицизма по проекту архитектора Генриха Коха в начале XIX века в саду Кинских.
С 1901 года здание занимает Этнографический музей Чехословакии, с 1922 года здесь находится экспозиция этнографического отделения Национального музея.

## История создания
В 1799 году Марие Ружена Кински, урожденная Гаррах, купила заброшенные участки виноградников Плаского монастыря. В 1823 году её внук Рудольф начал создавать романтический сад Кинских, высаживать благородные сорта деревьев, создал небольшой водопад, озеро и соединил это всё кольцом дорожек. В 1827—31 годах придворный архитектор Генрих Кох спроектировал для Кинских в модном тогда стиле виллы-субурбаны летнюю резиденцию, которая заняла доминантное место в парке. Отсюда открывался вид от Старе-Место до Вышеграда и Злихова.
От первоначального оформления в интерьере сохранились деревянные позолоченные люстры, двойные настенные светильники, дверные косяки, большая часть позолоты и перила лестниц.

## Архитектурное описание
Двухэтажное симметричное здание в стиле чистого классицизма смотрится строго. Главный фасад трёхосый. На выступающем портике на четырех дорических колоннах лежит терраса. Ризалит с треугольным тимпаном и французскими окнами разделен четырьмя пилястрами с композитными капителями.